# Renaissance Pictures
Renaissance Pictures — американська кінокомпанія. Заснована 10 серпня 1979 року режисером Семом Реймі, продюсером Робертом Тапертом і актором Брюсом Кемпбеллом за допомогою публіциста Ірвіна Шапіро.

## Фільмографія

### Фільми
- 1981 — Зловісні мерці / The Evil Dead
- 1985 — Хвиля злочинності / Crimewave
- 1985 — Війна Страйкера / Stryker's War
- 1987 — Зловісні мерці 2 / Evil Dead II
- 1990 — Людина темряви / Darkman
- 1991 — Лунатики: Історія кохання / Lunatics: A Love Story
- 1992 — Армія темряви / Army of Darkness
- 1993 — Важка мішень / Hard Target
- 1994 — Патруль часу / Timecop

### Телесеріали
- 1994—1995 — Мантіс / M.A.N.T.I.S.
- 1995—1999 — Геркулес: Легендарні подорожі / Hercules: The Legendary Journeys
- 1995—2001 — Ксена: принцеса-воїн / Xena: Warrior Princess
- 1995—1996 — Американська Готика / American Gothic
- 1997 — Шпигунські ігри / Spy Game
- 2000 — Джек-шибайголова / Jack of All Trades
- 2000—2001 — Клеопатра 2525 / Cleopatra 2525
- 2008—2010 — Легенда про Шукача / Legend of the Seeker

### Пілотні серії
- 1994 — Геркулес та жінки амазонки / Hercules and the Amazon Women
- 1994 — Геркулес та загублене королівство / Hercules and the Lost Kingdom
- 1994 — Геркулес та вогняне коло / Hercules and the Circle of Fire
- 1994 — Геркулес у царстві мертвих / Hercules in the Underworld
- 1994 — Геркулес та лабіринт Мінотавра / Hercules in the Maze of the Minotaur

### Виробництво на відео
- 1994 — Людина темряви 2 / Darkman II: The Return of Durant
- 1996 — Людина темряви 3 / Darkman III: Die Darkman Die
- 1998 — Геркулес і Ксена: Битва за Олімп / Hercules and Xena — The Animated Movie: The Battle for Mount Olympus
- 1998—1999 — Молодість Геракла / Young Hercules TV series
- 2002 — Ксена: принцеса-воїн — коли другу потрібна допомога / Xena: Warrior Princess — A Friend in Needcut